# Трояндова вода

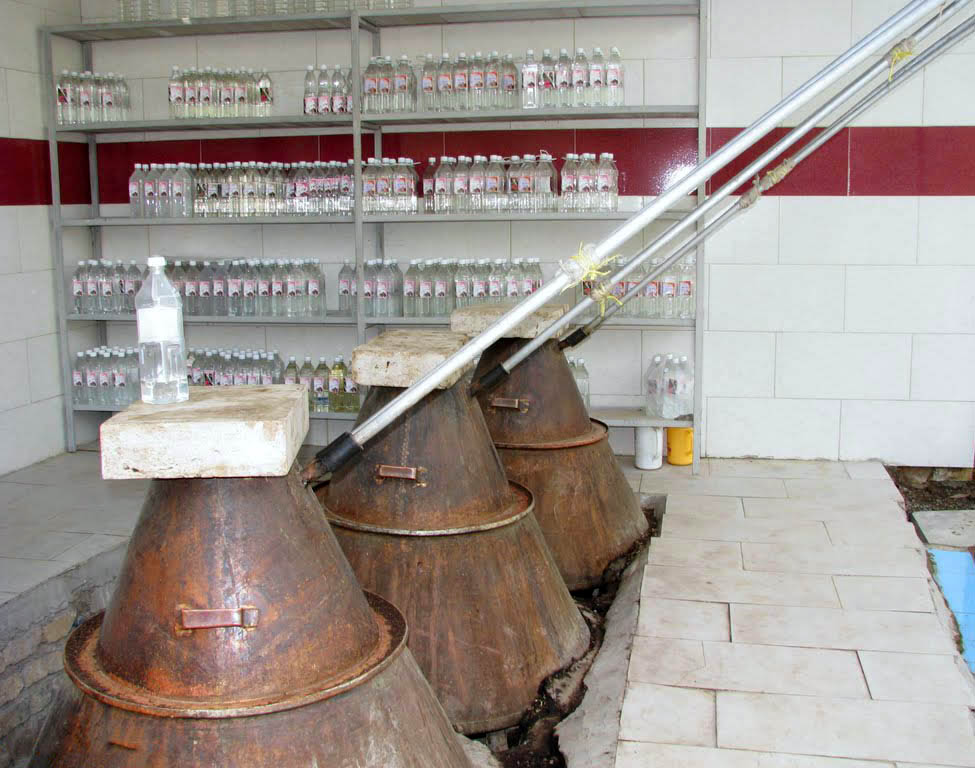
Маленька мануфактура трояндової води в Ірані

Троя́ндова вода́ (троянди гідролат) — водний розчин компонентів ефірної олії троянди; косметично-ароматичний засіб з яскраво вираженим запахом троянди. Трояндова вода виходить шляхом водної дистиляції з ефіроолійних сортів троянд («Rose Edouard» та інших) і є побічним продуктом при виробництві трояндової олії.

## Історія
У стародавній медицині троянду називали царицею квітів, символом класичної краси. Цілющі властивості троянди описував Авіценна і Гіппократ. Трояндова вода, виготовлена з пелюсток троянд, зберігає властивості троянди і отримала широке застосування.
Трояндова вода застосовувалася як засіб, що освіжає та охолоджує шкіру ще з часів стародавніх римлян і Стародавньої Персії.
У країнах Азії і Близького Сходу, трояндова вода спрадавна застосовується в кулінарії.
Перша письмова згадка про використання троянди для отримання трояндової води і ефірної олії була зафіксована арабським філософом Ібн Хальдуном («Хроніки», Кордова, 916 р.). Він писав, що в VIII і IX століттях трояндова вода, отримана за допомогою дистиляції, була важливим торговим товаром на просторі між Китаєм і Візантією. Найбільшу кількість трояндової води в той час виробляла Персія. Халіф Мамун, правнук засновника Багдада, отримував щорічно від перської провінції Фарзістан по 30 000 судин трояндової води, тому долина в околицях міста Шираз називалася Гюлістан (Трояндова долина).
До XVII століття лідерські позиції утримувала індійська трояндова олія, а починаючи з початку XVIII століття — перська, єгипетська, туніська і болгарська. Виробництво трояндової олії в Україні вперше було організовано в Криму. Тепер[коли?] Крим є основним виробником трояндової ефірної олії в Україні. У значних кількостях його отримують також у Молдові.

## Склад
Ефірна олія троянд (вміст 0,06–0,1 %) і дистильована вода. Трояндова вода не містить спирту. Слід відзначити, що трояндову воду не можна отримати шляхом змішування трояндової олії і води.

## Виробництво
Трояндова вода готується у Франції таким чином: у перегінний куб поміщають 3 пуди троянд і 24 відра води і відганяють 8 відер води; перші 2 відра збирають окремо: це так звана «подвійна» трояндова вода; наступні 4 відра представляють звичайну трояндову воду, а останні 2 відра, мають слабкий запах, йдуть як дешевий продукт нижчого сорту.
У Німеччині на заводі Шіммель і К° готується також трояндова вода, в якій 1 частина води припадає на 6 частин взятих в перегонку троянд. міцнішої трояндової води не можна приготувати, оскільки і ця настільки вже насичена, що, при охолодженні льодом, з неї виділяється частина ефірної олії у вигляді дрібних крапель, що спливають на поверхню.

## Застосування як косметичний засіб
Трояндова вода — це традиційний косметичний засіб. Її широко використовують для очищення обличчя й вона надає шкірі пружність, свіжість і еластичність, усуває сухість, лущення, відчуття стягнутості шкіри, подразнення, запалення. Трояндова вода — це природний, ароматний антисептик, регулярне застосування якого допоможе зберегти шкіру молодою і красивою на довгі роки. Компреси з трояндової води сприяють розсмоктуванню «мішків» під очима, усунення темних кіл і знімають напругу втомлених очей. Спосіб застосування: на очищену шкіру обличчя і тіла наносити трояндову воду, змоченим ватним тампоном, вранці і ввечері перед сном.

## Застосування в кулінарних цілях
Трояндову воду використовують для приготування фалуде — іранських ласощів. Трояндову воду часто використовують в індійській кухні для приготування традиційних індійських солодощів. Наприклад, гулабджамуни просочують сиропом з додаванням трояндової води.

## Застосування в перукарському мистецтві
Трояндова вода тонізує шкіру голови, знімає запальні процеси, підсилює кровообіг в шкірі голови і сприяє росту волосся. Трояндова вода входить до складу багатьох масок для волосся і засобів по догляду за волоссям.

## Застосування в лікувальних цілях
Фахівці рекомендують використовувати трояндову воду для промивання очей при кон'юнктивітах, запаленні та алергії; для полоскання горла і порожнини рота при ангінах, діатезах, запаленні ясен. При внутрішньому застосуванні (0,5 склянки 3 рази на день перед їдою) трояндова вода цілюще впливає на слизові оболонки шлунка і кишки, сприяє розчиненню солей у нирках та жовчних протоках, ефективно діє при бронхітах і туберкульозі легенів.